# Gemursa trimaculata
Gemursa trimaculata là một loài ruồi trong họ Tachinidae.